# Districte de Münchwilen
El districte de Münchwilen és un dels vuit districtes del cantó suís de Turgòvia. Té 36.703 habitants (cens de 2007) i una superfície de 155,4 km². Està format per 15 municipis i el seu cap és Münchwilen. El nom tradicional del paisatge és Hinterthurgau i la regió també es coneix popularment com Tannzapfenland. Com a regió econòmica, es va comercialitzar com a Südthurgau entre 2009 i 2016. De 1798 a 1871 Tägerschen va ser la capital del districte.

## Municipis
| Nom                  | Habitants (31.12.2007) | Superfície en km² |
| Affeltrangen         | 2246                   | 14.4              |
| Bettwiesen           | 1046                   | 3.8               |
| Bichelsee-Balterswil | 2461                   | 12.1              |
| Braunau              | 673                    | 9.2               |
| Eschlikon            | 3690                   | 6.2               |
| Fischingen           | 2569                   | 30.7              |
| Lommis               | 1049                   | 8.6               |
| Münchwilen           | 4618                   | 7.8               |
| Rickenbach           | 2451                   | 1.6               |
| Schönholzerswilen    | 751                    | 10.9              |
| Sirnach              | 6702                   | 12.4              |
| Tobel-Tägerschen     | 1351                   | 7.0               |
| Wängi                | 4059                   | 16.4              |
| Wilen                | 2029                   | 2.2               |
| Wuppenau             | 1008                   | 12.1              |